# Governatori generali del Canada
Quello che segue è un elenco dei governatori e governatori generali del Canada.

## Governatori della Nuova Francia, 1627-1663
| 1                                          | Samuel de Champlain                            |  | 1627 | 1635 |
| 2                                          | Charles de Montmagny                           |  | 1635 |      |
| Governatori sotto Luigi XIV (1643 – 1663): |                                                |  |      |      |
| 2                                          | Charles de Montmagny                           |  |      | 1648 |
| 3                                          | Louis d'Ailleboust de Coulonge                 |  | 1648 | 1651 |
| 4                                          | Jean de Lauson                                 |  | 1651 | 1657 |
| 5                                          | Pierre de Voyer d'Argenson, visconte de Mouzay |  | 1658 | 1661 |
| 6                                          | Pierre du Bois d'Avaugour                      |  | 1661 | 1663 |

## Governatori generali della Nuova Francia, 1663-1760
| #                                          | Nome                                                         | Immagine                                   | Da                                         | A                                          |                                            |                                            |                                            |                                            |
| Governatori sotto Luigi XIV (1663 – 1715): | Governatori sotto Luigi XIV (1663 – 1715):                   | Governatori sotto Luigi XIV (1663 – 1715): | Governatori sotto Luigi XIV (1663 – 1715): | Governatori sotto Luigi XIV (1663 – 1715): | Governatori sotto Luigi XIV (1663 – 1715): | Governatori sotto Luigi XIV (1663 – 1715): | Governatori sotto Luigi XIV (1663 – 1715): | Governatori sotto Luigi XIV (1663 – 1715): |
| ------------------------------------------ | ------------------------------------------------------------ | ------------------------------------------ | ------------------------------------------ | ------------------------------------------ | ------------------------------------------ | ------------------------------------------ | ------------------------------------------ | ------------------------------------------ |
| 7                                          | Augustin de Saffray de Mésy                                  |                                            | 1663                                       | 1665                                       |                                            |                                            |                                            |                                            |
| 8                                          | Daniel de Rémy de Courcelles                                 |                                            | 1665                                       | 1672                                       |                                            |                                            |                                            |                                            |
| 9                                          | Louis de Buade, conte di Frontenac e Palluau                 |                                            | 1672                                       | 1682                                       |                                            |                                            |                                            |                                            |
| 10                                         | Joseph-Antoine de La Barre                                   |                                            | 1682                                       | 1685                                       |                                            |                                            |                                            |                                            |
| 11                                         | Jacques-René de Brisay de Denonville, marchese de Denonville |                                            | 1685                                       | 1689                                       |                                            |                                            |                                            |                                            |
| 9                                          | Louis de Buade, conte di Frontenac e Palluau                 |                                            | 1689                                       | 1698                                       |                                            |                                            |                                            |                                            |
| 12                                         | Louis-Hector de Callière                                     |                                            | 1698                                       | 1703                                       |                                            |                                            |                                            |                                            |
| 13                                         | Philippe de Rigaud Vaudreuil, marchese di Vaudreuil          |                                            | 1703                                       |                                            |                                            |                                            |                                            |                                            |
| Governatori sotto Luigi XV (1715 – 1760):  |                                                              |                                            |                                            |                                            |                                            |                                            |                                            |                                            |
| 13                                         | Philippe de Rigaud Vaudreuil, marchese di Vaudreuil          |                                            |                                            | 1725                                       |                                            |                                            |                                            |                                            |
| 14                                         | Charles de la Boische, marchese di Beauharnois               |                                            | 1725                                       | 1747                                       |                                            |                                            |                                            |                                            |
| 15                                         | Roland-Michel Barrin, conte de la Galissonnière              |                                            | 1747                                       | 1749                                       |                                            |                                            |                                            |                                            |
| 16                                         | Jacques-Pierre de Taffanel, marchese de la Jonquière         |                                            | 1749                                       | 1752                                       |                                            |                                            |                                            |                                            |
| 17                                         | Michel-Ange Duquesne de Menneville, marchese di Quesne       |                                            | 1752                                       | 1755                                       |                                            |                                            |                                            |                                            |
| 18                                         | Pierre François de Rigaud, marchese di Vaudreuil-Cavagnal    |                                            | 1755                                       | 1760                                       |                                            |                                            |                                            |                                            |

## Governatori della Provincia di Quebec, 1760-1786
| 19 | Sir Jeffery Amherst     |  | 1760 | 1763 |
| 20 | James Murray            |  | 1764 | 1768 |
| 21 | Sir Guy Carleton        |  | 1768 | 1778 |
| 22 | Sir Frederick Haldimand |  | 1778 | 1786 |

## Governatori in Capo/Governatori Generali del Canada, 1786-1840
| #                                                   | Nome                                         | Immagine                                     | Da                                           | A                                            |                                              |                                              |                                              |                                              |
| Governatori sotto Giorgio III (1786 – 1820):        | Governatori sotto Giorgio III (1786 – 1820): | Governatori sotto Giorgio III (1786 – 1820): | Governatori sotto Giorgio III (1786 – 1820): | Governatori sotto Giorgio III (1786 – 1820): | Governatori sotto Giorgio III (1786 – 1820): | Governatori sotto Giorgio III (1786 – 1820): | Governatori sotto Giorgio III (1786 – 1820): | Governatori sotto Giorgio III (1786 – 1820): |
| --------------------------------------------------- | -------------------------------------------- | -------------------------------------------- | -------------------------------------------- | -------------------------------------------- | -------------------------------------------- | -------------------------------------------- | -------------------------------------------- | -------------------------------------------- |
| 23                                                  | Guy Carleton, I barone Dorchester            |                                              | 1786                                         | 1796                                         |                                              |                                              |                                              |                                              |
| 24                                                  | Robert Prescott                              |                                              | 1796                                         | 1799                                         |                                              |                                              |                                              |                                              |
| 25                                                  | Sir Robert Milnes                            |                                              | 1799                                         | 1805                                         |                                              |                                              |                                              |                                              |
| 26                                                  | Thomas Dunn                                  |                                              | 1805                                         | 1807                                         |                                              |                                              |                                              |                                              |
| 27                                                  | Sir James Henry Craig                        |                                              | 1807                                         | 1811                                         |                                              |                                              |                                              |                                              |
| 28                                                  | Sir George Prévost                           |                                              | 1811                                         | 1815                                         |                                              |                                              |                                              |                                              |
| 29                                                  | Sir Gordon Drummond                          |                                              | 1815                                         | 1816                                         |                                              |                                              |                                              |                                              |
| 30                                                  | Sir John Coape Sherbrooke                    |                                              | 1816                                         | 1818                                         |                                              |                                              |                                              |                                              |
| 31                                                  | Charles Lennox, IV duca di Richmond          |                                              | 1818                                         | 1820                                         |                                              |                                              |                                              |                                              |
| Governatori sotto Giorgio IV (1820 – 1830):         |                                              |                                              |                                              |                                              |                                              |                                              |                                              |                                              |
| 32                                                  | George Ramsay, IX conte di Dalhousie         |                                              | 1820                                         | 1828                                         |                                              |                                              |                                              |                                              |
| 33                                                  | Sir James Kempt                              |                                              | 1828                                         | 1830                                         |                                              |                                              |                                              |                                              |
| Governatori sotto Guglielmo IV (1830 – 1837):       |                                              |                                              |                                              |                                              |                                              |                                              |                                              |                                              |
| 34                                                  | Matthew Whitworth-Aylmer, V barone Aylmer    |                                              | 1830                                         | 1835                                         |                                              |                                              |                                              |                                              |
| 35                                                  | Archibald Acheson, II conte di Gosford       |                                              | 1835                                         |                                              |                                              |                                              |                                              |                                              |
| Governatori sotto la regina Vittoria (1837 – 1840): |                                              |                                              |                                              |                                              |                                              |                                              |                                              |                                              |
| 35                                                  | Archibald Acheson, II conte di Gosford       |                                              |                                              | 1837                                         |                                              |                                              |                                              |                                              |
| 36                                                  | Sir John Colborne                            |                                              | 1837                                         | 1838                                         |                                              |                                              |                                              |                                              |
| 37                                                  | John Lambton, I conte di Durham              |                                              | 1838                                         | 1839                                         |                                              |                                              |                                              |                                              |
| 38                                                  | Charles Poulett Thomson, I barone Sydenham   |                                              | 1839                                         | 1840                                         |                                              |                                              |                                              |                                              |

## Governatori generali della Provincia del Canada, 1840-1867
| 38 | Charles Poulett Thomson, I barone Sydenham |  | 1840 | 1841 |
| 39 | Sir Charles Bagot                          |  | 1842 | 1843 |
| 40 | Sir Charles Metcalfe                       |  | 1843 | 1845 |
| 41 | Charles Cathcart, II conte Cathcart        |  | 1846 | 1847 |
| 42 | James Bruce, VIII conte di Elgin           |  | 1847 | 1854 |
| 43 | Sir Edmund Walker Head                     |  | 1854 | 1861 |
| 44 | Charles Monck, IV visconte Monck           |  | 1861 | 1867 |

## Governatori generali del Canada, dal 1867 in poi
| #                                                    | Nome                                                              | Immagine                                            | Da                                                  | A                                                   |                                                     |                                                     |                                                     |                                                     |
| Governatori sotto la regina Vittoria (1867 – 1901):  | Governatori sotto la regina Vittoria (1867 – 1901):               | Governatori sotto la regina Vittoria (1867 – 1901): | Governatori sotto la regina Vittoria (1867 – 1901): | Governatori sotto la regina Vittoria (1867 – 1901): | Governatori sotto la regina Vittoria (1867 – 1901): | Governatori sotto la regina Vittoria (1867 – 1901): | Governatori sotto la regina Vittoria (1867 – 1901): | Governatori sotto la regina Vittoria (1867 – 1901): |
| ---------------------------------------------------- | ----------------------------------------------------------------- | --------------------------------------------------- | --------------------------------------------------- | --------------------------------------------------- | --------------------------------------------------- | --------------------------------------------------- | --------------------------------------------------- | --------------------------------------------------- |
| 44                                                   | Charles Monck, IV visconte Monck                                  |                                                     | 1º luglio 1867                                      | 2 febbraio 1869                                     |                                                     |                                                     |                                                     |                                                     |
| 45                                                   | John Young, I barone Lisgar                                       |                                                     | 2 febbraio 1869                                     | 25 giugno 1872                                      |                                                     |                                                     |                                                     |                                                     |
| 46                                                   | Frederick Hamilton-Temple-Blackwood, I marchese di Dufferin e Ava |                                                     | 25 giugno 1872                                      | 25 novembre 1878                                    |                                                     |                                                     |                                                     |                                                     |
| 47                                                   | John Campbell, IX duca di Argyll                                  |                                                     | 25 novembre 1878                                    | 23 ottobre 1883                                     |                                                     |                                                     |                                                     |                                                     |
| 48                                                   | Henry Petty-Fitzmaurice, V marchese di Lansdowne                  |                                                     | 23 ottobre 1883                                     | 11 giugno 1888                                      |                                                     |                                                     |                                                     |                                                     |
| 49                                                   | Frederick Stanley, XVI conte di Derby                             |                                                     | 11 giugno 1888                                      | 18 settembre 1893                                   |                                                     |                                                     |                                                     |                                                     |
| 50                                                   | John Hamilton-Gordon, I marchese di Aberdeen e Temair             |                                                     | 18 settembre 1893                                   | 12 novembre 1898                                    |                                                     |                                                     |                                                     |                                                     |
| 51                                                   | Gilbert Elliot-Murray-Kynynmound, IV conte di Minto               |                                                     | 12 novembre 1898                                    |                                                     |                                                     |                                                     |                                                     |                                                     |
| Governatori sotto Edoardo VII (1901 – 1910):         |                                                                   |                                                     |                                                     |                                                     |                                                     |                                                     |                                                     |                                                     |
| 51                                                   | Gilbert Elliot-Murray-Kynynmound, IV conte di Minto               |                                                     |                                                     | 10 dicembre 1904                                    |                                                     |                                                     |                                                     |                                                     |
| 52                                                   | Albert Grey, IV conte Grey                                        |                                                     | 10 dicembre 1904                                    |                                                     |                                                     |                                                     |                                                     |                                                     |
| Governatori sotto Giorgio V (1910 – 1936):           |                                                                   |                                                     |                                                     |                                                     |                                                     |                                                     |                                                     |                                                     |
| 52                                                   | Albert Grey, IV conte Grey                                        |                                                     |                                                     | 13 ottobre 1911                                     |                                                     |                                                     |                                                     |                                                     |
| 53                                                   | Arturo, duca di Connaught e Strathearn                            |                                                     | 13 ottobre 1911                                     | 11 novembre 1916                                    |                                                     |                                                     |                                                     |                                                     |
| 54                                                   | Victor Cavendish, IX duca di Devonshire                           |                                                     | 11 novembre 1916                                    | 11 agosto 1921                                      |                                                     |                                                     |                                                     |                                                     |
| 55                                                   | Julian Byng, I visconte Byng di Vimy                              |                                                     | 11 agosto 1921                                      | 2 ottobre 1926                                      |                                                     |                                                     |                                                     |                                                     |
| 56                                                   | Freeman Freeman-Thomas, I marchese di Willingdon                  |                                                     | 2 ottobre 1926                                      | 4 aprile 1931                                       |                                                     |                                                     |                                                     |                                                     |
| 57                                                   | Vere Ponsonby, IX conte di Bessborough                            |                                                     | 4 aprile 1931                                       | 2 novembre 1935                                     |                                                     |                                                     |                                                     |                                                     |
| 58                                                   | John Buchan, I barone Tweedsmuir                                  |                                                     | 2 November 1935                                     |                                                     |                                                     |                                                     |                                                     |                                                     |
| Governatori sotto Edoardo VIII (1936):               |                                                                   |                                                     |                                                     |                                                     |                                                     |                                                     |                                                     |                                                     |
| 58                                                   | John Buchan, I barone Tweedsmuir                                  |                                                     |                                                     |                                                     |                                                     |                                                     |                                                     |                                                     |
| Governatori sotto Giorgio VI (1936 – 1952):          |                                                                   |                                                     |                                                     |                                                     |                                                     |                                                     |                                                     |                                                     |
| 58                                                   | John Buchan, I barone Tweedsmuir                                  |                                                     |                                                     | 11 febbraio 1940                                    |                                                     |                                                     |                                                     |                                                     |
| 59                                                   | Alexander Cambridge, I conte di Athlone                           |                                                     | 21 giugno 1940                                      | 12 aprile 1946                                      |                                                     |                                                     |                                                     |                                                     |
| 60                                                   | Harold Alexander, I conte Alexander di Tunisi                     |                                                     | 12 aprile 1946                                      |                                                     |                                                     |                                                     |                                                     |                                                     |
| Governatori sotto la regina Elisabetta II (1952 – ): |                                                                   |                                                     |                                                     |                                                     |                                                     |                                                     |                                                     |                                                     |
| 60                                                   | Harold Alexander, I conte Alexander di Tunisi                     |                                                     |                                                     | 28 febbraio 1952                                    |                                                     |                                                     |                                                     |                                                     |
| 61                                                   | Vincent Massey                                                    |                                                     | 28 febbraio 1952                                    | 15 settembre 1959                                   |                                                     |                                                     |                                                     |                                                     |
| 62                                                   | Georges Vanier                                                    |                                                     | 15 settembre 1959                                   | 5 marzo 1967                                        |                                                     |                                                     |                                                     |                                                     |
| 63                                                   | Roland Michener                                                   |                                                     | 17 aprile 1967                                      | 14 gennaio 1974                                     |                                                     |                                                     |                                                     |                                                     |
| 64                                                   | Jules Léger                                                       |                                                     | 14 gennaio 1974                                     | 22 gennaio 1979                                     |                                                     |                                                     |                                                     |                                                     |
| 65                                                   | Edward Schreyer                                                   |                                                     | 22 gennaio 1979                                     | 14 maggio 1984                                      |                                                     |                                                     |                                                     |                                                     |
| 66                                                   | Jeanne Sauvé                                                      |                                                     | 14 maggio 1984                                      | 29 gennaio 1990                                     |                                                     |                                                     |                                                     |                                                     |
| 67                                                   | Ray Hnatyshyn                                                     |                                                     | 29 gennaio 1990                                     | 8 febbraio 1995                                     |                                                     |                                                     |                                                     |                                                     |
| 68                                                   | Roméo LeBlanc                                                     |                                                     | 8 febbraio 1995                                     | 7 ottobre 1999                                      |                                                     |                                                     |                                                     |                                                     |
| 69                                                   | Adrienne Clarkson                                                 |                                                     | 7 ottobre 1999                                      | 27 settembre 2005                                   |                                                     |                                                     |                                                     |                                                     |
| 70                                                   | Michaëlle Jean                                                    |                                                     | 27 settembre 2005                                   | 1º ottobre 2010                                     |                                                     |                                                     |                                                     |                                                     |
| 71                                                   | David Johnston                                                    |                                                     | 1º ottobre 2010                                     | 2 ottobre 2017                                      |                                                     |                                                     |                                                     |                                                     |
| 72                                                   | Julie Payette                                                     |                                                     | 2 ottobre 2017                                      | 21 gennaio 2021                                     |                                                     |                                                     |                                                     |                                                     |
| 73                                                   | Mary Simon                                                        |                                                     | 26 luglio 2021                                      | in carica                                           |                                                     |                                                     |                                                     |                                                     |

## Amministratori
In caso di assenza di un governatore per tempi prolungati, nel corso della storia sono stati nominati alcuni Amministratori al Governo del Canada:
| # | Nome                                                                  | Immagine | Data                             | Ragione |
| - | --------------------------------------------------------------------- | -------- | -------------------------------- | --- |
| 1 | Sir Lyman Poore Duff Puisne Justice della Corte suprema del Canada    |          | 1931                             | Tra la partenza di Vere Brabazon Ponsonby, IX conte di Bessborough per l'India e l'arrivo di John Buchan, I barone Tweedsmuir.                          |
| 1 | Sir Lyman Poore Duff Chief Justice of Canada                          |          | 1940                             | A seguito della morte di John Buchan, I barone Tweedsmuir.                                                                                              |
| 2 | Thibaudeau Rinfret Capo di Giustizia del Tribunale Supremo del Canada |          | 1952                             | Dopo la nomina di Harold Alexander, I conte Alexander di Tunisi al British Cabinet sino alla nomina di Vincent Massey quale suo successore.             |
| 3 | Robert Taschereau Capo di Giustizia del Tribunale Supremo del Canada  |          | 1967                             | A seguito della morte di Georges Vanier. |
| 4 | Beverley McLachlin Capo di Giustizia del Tribunale Supremo del Canada |          | 2005                             | Per diverse settimane nel luglio di quell'anno mentre Adrienne Clarkson si trovava ricoverata in ospedale per un intervento al cuore.                   |
| 5 | John C. Major Puisne Justice del Tribunale Supremo del Canada         |          | 2005                             | Dopo l'abbandono del ruolo da parte di Adrienne Clarkson, dalla mattina del 27 settembre sino all'installazione di Michaëlle Jean quello stesso giorno. |
| 6 | Beverley McLachlin Capo di Giustizia del Tribunale Supremo del Canada |          | 2017                             | Transizione governatore generale David Johnston e governatrice generale Julie Payette                                                                   |
| 7 | Richard Wagner Capo di Giustizia del Tribunale Supremo del Canada     |          | 21 gennaio 2021 - 26 luglio 2021 | Dimissioni della governatrice generale Julie Payette |